# Viehtor (Wesel)
Das Viehtor ist eine Innenstadtstraße in Wesel am Niederrhein. Sie ist Teil einer durch die Stadt verlaufenden Fußgängerzone und trägt den Namen eines früheren Stadttors, das dort bis 1739 vorhanden war.

## Lage

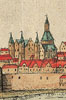
Stadttor 1582

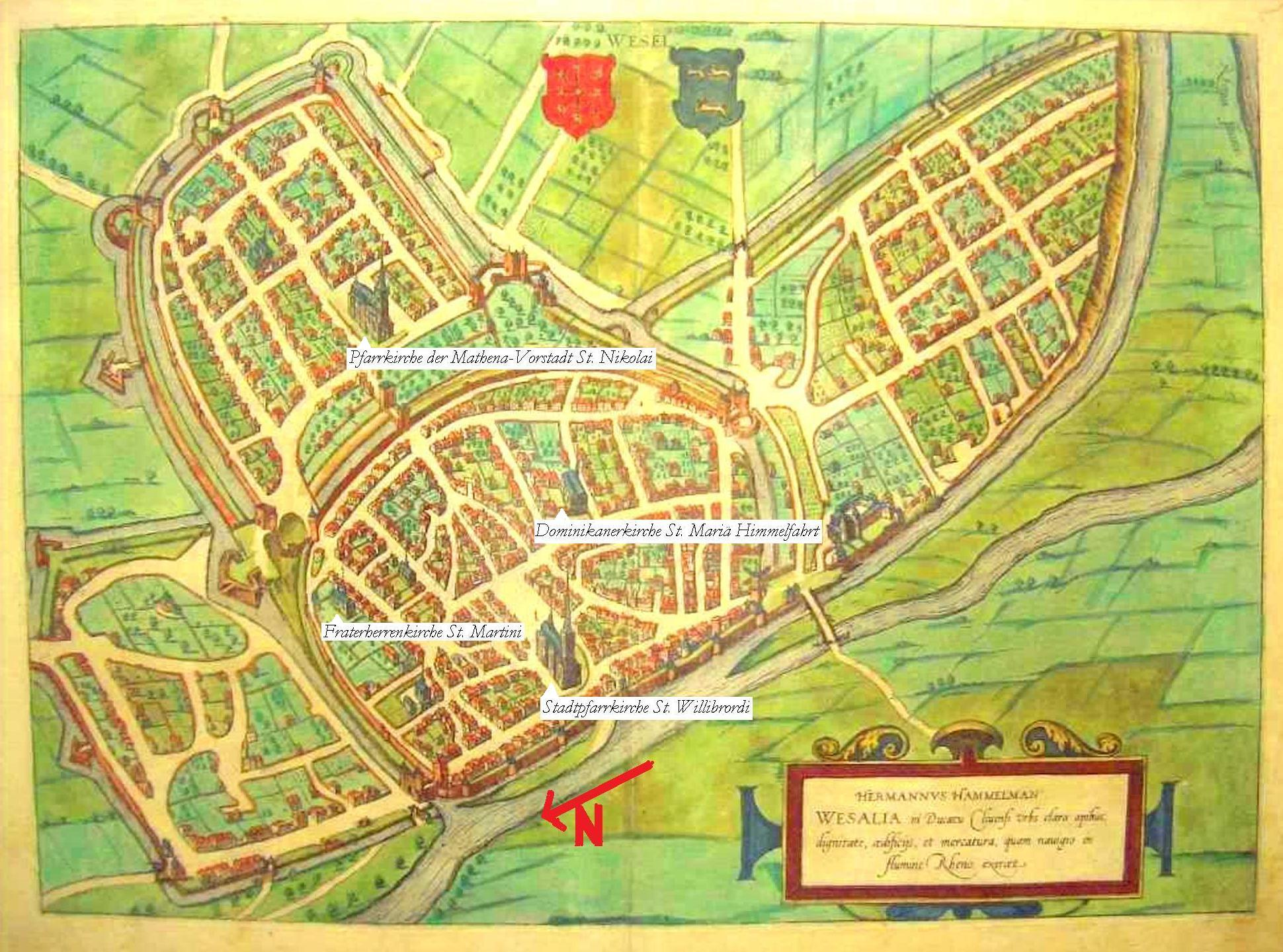
Darstellung Wesels im Jahr 1588; das Viehtor liegt im Bild knapp unterhalb der Pfarrkirche der Mathena-Vorstadt

Die Straße Viehtor ist Teil einer Fußgängerzone und Einkaufsstraße, die zwischen dem Großen Markt vor dem Willibrordi-Dom und dem Berliner Tor in Ost-West-Richtung durch die Weseler Innenstadt verläuft. Das Viehtor ist ein 116 Meter langer Abschnitt, der am Westen an der Einmündung von Sand- und Schmidtstraße in die Brückstraße übergeht. Im Osten wird die Straße durch die befahrbare, aber verkehrsberuhigte Kreuzstraße bzw. Korbmacherstraße von der weiter Richtung Berliner Tor verlaufenden Hohen Straße getrennt. Das Straßenkreuz zwischen Viehtor und Hoher Straße gilt als zentraler Punkt in der Innenstadt und wird nach der früher dort stehenden Mathenakirche auch „Mathenakreuz“ genannt. Dort besteht eine Anbindung für eine Vielzahl an Buslinien. Das historische Stadttor Viehtor befand sich nahe dem Mathenakreuz im Bereich der heutigen Straße Viehtor.

## Geschichte des Stadttors
Die Stadt Wesel besaß seit 1241 Stadtrecht und nahm zwischen 1278 und 1370 einen Ausbau ihrer Befestigungsanlagen vor. Am Ende dieses Prozesses bildete das Viehtor neben dem Steintor, dem Klostertor, dem Fischtor und dem Lewtor einen der Hauptzugänge zur ringförmig umschlossenen Altstadt. Bereits für die erste Hälfte des 14. Jahrhunderts ist ein Vieh- und Holzmarkt belegt, der vor dem Viehtor stattfand und die Herkunft des Namens erklärt. 1403 wurde das Viehtor ebenso wie im Vorjahr das Lewtor um- und ausgebaut und hatte am Ende dieses Prozesses die Form eines Doppeltors. Die meisten Stadttore wurden auch als Gefängnisse verwendet und spätestens mit dem Ausbau wurde das Viehtor zum Hauptgefängnis der Stadt. Diese Funktion hatte es auch zur Zeit der spanischen Besatzung im frühen 17. Jahrhundert.
Im Spätmittelalter entstand im Bereich vor dem Viehtor die Mathena-Vorstadt. Der Name Mathena hatte die sinngemäße Bedeutung „Wiesenaue“ und bezog sich auf die Verwendung als Weidefläche für Vieh, das vom Viehtor aus auf das davorliegende Gelände getrieben wurde. Direkt vor dem Viehtor entstand als Teil der wachsenden Vorstadt im 15. Jahrhundert die Mathenakirche. Die trennenden Mauern zwischen Altstadt und der östlichen Vorstadt blieben jedoch erhalten. Um 1480 oder 1490 wurde das Viehtor auf einem Gemälde des bekannten Weseler Künstlers Derick Baegert dargestellt. 1495 wurde der namensgebende Viehmarkt an den heutigen Kornmarkt innerhalb der Altstadt verlegt, nur Pferde wurden weiterhin vor dem Stadttor verkauft. Das Viehtor war auch der vermutete Ausgangspunkt eines Kreuzwegs, der entlang der danach benannten Kreuzstraße zu einer 1501 gebauten Kapelle führte. Diese Kapelle befand sich am Lippetor bei der damaligen Vorstadt Oberndorf ungefähr an der heutigen Straßenkreuzung Stralsunder Straße/Am Alten Wolf und wurde um 1587 zerstört. Das Viehtor selbst wurde 1739 aufgrund von Baufälligkeit abgerissen. Neben der Straße Viehtor weist auch der Name der Mauer-Viehtor-Straße auf das frühere Stadttor hin und zeichnet den Verlauf der Stadtmauer im Bereich südlich des Viehtors nach.

## Entwicklung als Geschäftsstraße
Schon weit vor dem Zweiten Weltkrieg entwickelte sich die Achse zwischen dem Dom und dem Berliner Tor zur zentralen Geschäftszone Wesels. Nach den starken Zerstörungen des Krieges blieb im Wiederaufbau eine Planung als Geschäftszone erhalten. Eine einheitliche Benennung der Achse als Hohe Straße war vorgesehen und wurde auch umgesetzt, doch Anwohner des Viehtors sorgten mit ihrem Protest dafür, dass unter anderem das Viehtor am 28. Juli 1949 seinen alten Namen zurückerhielt. Durch seine Lage im Zentrum der Innenstadt und in direkter Nachbarschaft zum neuen Rathaus, das 1952 an der Stelle der früheren Mathenakirche fertiggestellt wurde, stand das Viehtor beim Wiederaufbau besonders im Vordergrund. 1949 wurde nördlich des Viehtors und auch entlang angrenzender Straßen der erste geschlossene Häuserblock der Innenstadt eingeweiht. Ab 1951 konnte die Innenstadtachse durch den Straßenverkehr durchgehend befahren werden. Im selben Jahr wurde die Kleinbahn Wesel–Rees–Emmerich wieder in Betrieb genommen und fuhr bis zu ihrer Stilllegung 1966 auch über das Viehtor. Vor dem Krieg hatte die Strecke noch westlich des Stadtkerns geendet und für den Ausbau durch die Innenstadt war eine Verbreiterung der Fahrbahn zulasten des Bürgersteigs notwendig. In den 1950er Jahren entwickelte sich die Innenstadtachse den Planungen gemäß zum Schwerpunkt des innerstädtischen Handels. 1973 wurde das ehemalige Rathaus am Mathenakreuz zu einem Kaufhaus umgebaut und im selben Jahr begann die Umgestaltung der gesamten Innenstadtachse zur Fußgängerzone. Eine größere Umgestaltung der Fußgängerzone fand zu Beginn der 2010er Jahre statt, begonnen wurden die schrittweise durchgeführten Maßnahmen 2010 am Viehtor.